# William W. McCredie

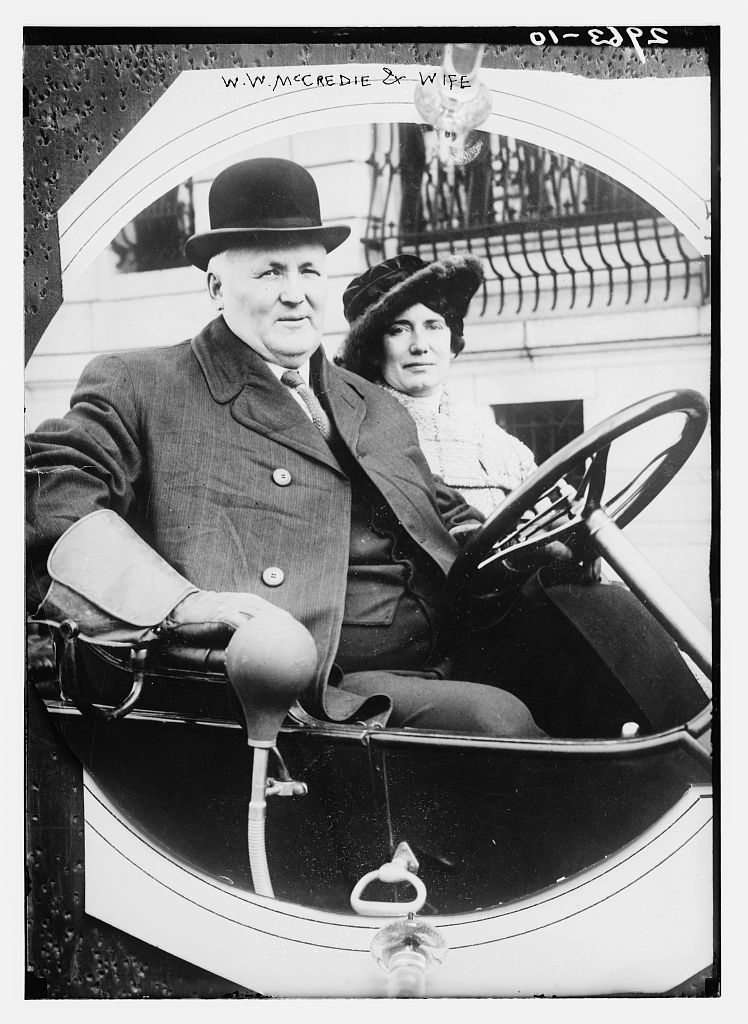
William W. McCredie mit seiner Ehefrau

William Wallace McCredie (* 27. April 1862 in Montrose, Susquehanna County, Pennsylvania; † 10. Mai 1935 in Portland, Oregon) war ein US-amerikanischer Politiker. Zwischen 1909 und 1911 vertrat er den Bundesstaat Washington im US-Repräsentantenhaus.

## Werdegang
Noch während seiner Kindheit zog William McCredie mit seinen Eltern auf eine Farm in der Nähe von Manchester in Iowa. Er besuchte dann die öffentlichen Schulen in Iowa und das Cornell College in Mount Vernon. Dort machte er im Jahr 1885 seinen Abschluss. Zwischen 1885 und 1889 arbeitete er als Lehrer in Parkersburg. Anschließend begann er an der University of Iowa in Iowa City ein Jurastudium, das er nach einem Umzug nach Portland in Oregon fortsetzte. Nach seiner  Zulassung als Rechtsanwalt im Jahr 1890 begann er in Vancouver, in seinem neuen Beruf zu arbeiten. Von 1894 bis 1896 war McCredie Bezirksstaatsanwalt im Clark County; zwischen 1904 und 1909 amtierte er als Richter am Gericht von Vancouver. Ab 1904 war er Miteigentümer des Baseballvereins von Portland.
Politisch war McCredie Mitglied der Republikanischen Partei. Nach dem Tod von Francis W. Cushman wurde er bei der fälligen Nachwahl für das zweite Abgeordnetenmandat von Washington zu dessen Nachfolger in das US-Repräsentantenhaus in Washington, D.C. gewählt. Dort trat er am 2. November 1909 sein neues Mandat an. Da er für die Wahlen des Jahres 1910 von seiner Partei nicht erneut nominiert wurde, konnte er bis zum 3. März 1911 nur die angebrochene Legislaturperiode seines Vorgängers im Kongress beenden.
Nach seinem Ausscheiden aus dem US-Repräsentantenhaus wurde McCredie Präsident der Pacific Coast Baseball League. Diesen Posten bekleidete er bis 1921. Ansonsten arbeitete er wieder als Anwalt. Er starb am 10. Mai 1935 in Portland.